# Mandrare
Der Mandrare ist ein Fluss im Süden Madagaskars.

## Verlauf
Der Fluss entspringt im Beampingaratra-Massiv in der Nähe des Berges Trafonaomby auf 1800 Metern Höhe. Sein Verlauf weist eine besonders charakteristische Kreisform auf. Er fließt die ersten Kilometern nach Norden in ein enges, tiefes Tal. Sein Bett ist von zahlreichen Wasserfällen und Stromschnellen durchschnitten. Nach etwa 20 km schwenkt er nach links Richtung Westen und verlässt das Hochland. Der Mandrare schwenkt weiter nach links und nimmt bald darauf seinen ersten großen Nebenfluss, den Manambolo von links auf. Nach weiteren 10 bis 20 km knickt er scharf nach links und fließt weiter in südliche Richtung. Nun münden größere Flüsse von rechts; der Andratina, der Tsikoluky und der Ikonda. Nachdem er wieder nach links gedreht hat, nimmt er schließlich auf den letzten 50 km noch den Mananara von links auf. Der Mandrare mündet etwa 15 km südlich von Amboasary Sud in den Indischen Ozean.

## Hydrometrie
Die Durchflussmenge des Mandrare wurde an der hydrologischen Station Amboasary bei fast dem gesamten Einzugsgebiete, über die Jahre 1951 bis 1973 gemittelt, gemessen (in m³/s).
- Diagrammdaten:
- Definition |
- Rohdaten |
- Hilfe